# 伯大尼修院

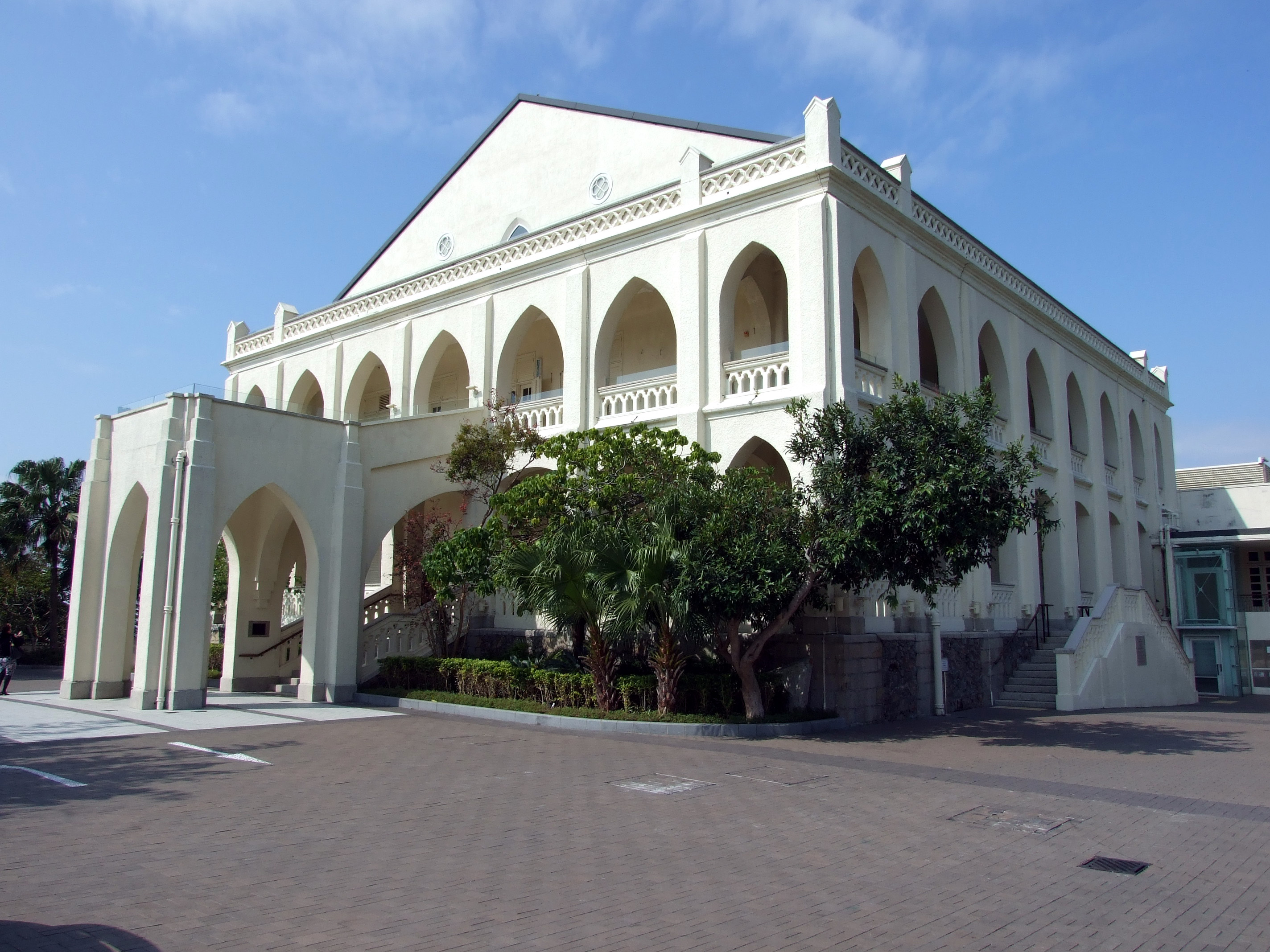
伯大尼修院

伯大尼修院（法語：Béthanie），位於香港香港島薄扶林近薄扶林村一帶，於1873年到1875年年間由巴黎外方傳教會建成，為傳教會士的休養之所。「伯大尼」是聖經中耶穌救活死去多天的拉撒路所在村落的名字，有救活病人的含義。伯大尼修院的箴言「主啊！你所愛的病了！」（Domine, ecce quem amas infirmatur. Ioan 11）取自《若望福音》刻於正門之上。屬於香港法定古蹟。現為香港演藝學院的伯大尼校園。

## 歷史
巴黎外方傳教會於1847年從澳門遷移到香港，初時在中環史丹頓街設立辦事處。隨著滿清政府簽署《北京條約》後，法國傳教士可以在中國自由活動，奧塞神父（Fr. Osouf）向巴黎總部建議在香港島西面的薄扶林設立療養院，讓在遠東地區傳教的傳教士患病後有地方休養。巴黎總部接納建議，奧塞神父於1873年6月買地，自任建築師設計修院，並獲得由新加坡抵港的白德禮神父（Fr. Charles Edmond Patriat）協助下展開工程，更得到香港政府捐贈花崗岩石材，期間於1874年遭受颱風破壞，但仍於1875年完工落成啟用，白德禮神父出任首任院長。1897年伯大尼修院進行擴建及改善工程。
在作為療養院期間共有101位神父在此病逝，卜葬於修院的墓園，直到1975年才遷葬柴灣天主教墳場。1949年新中國成立後，在內地的傳教士相繼離開，加上醫藥進步，伯大尼修院的角色逐漸減低。1974年傳教會遷出，翌年在修院落成百週年售予香港置地，原先計劃拆卸興建往宅，但香港政府提出以現時置富花園的地皮交換伯大尼修院及牛奶公司牛棚，因而變成為政府產業。
1978年交予香港大學出版社使用，在教堂裝置印刷機，並用作儲存書籍及檔案，1997年交還予香港政府產業署管理。2000年，政府著手研究對建築物修復的可能。2003年由香港演藝學院接手復修，耗資8,300萬港元改建為電影電視學院校舍，於2007年3月完工。2008年伯大尼修院獲頒發聯合國教科文組織亞太區文物古蹟保護獎以表揚其復修工程。現時修院已被列為法定古蹟。

### 彩色玻璃窗
在重修伯大尼修院時，教堂原裝有19幅彩畫玻璃全部散失，工程總監蘇迪基（Philip Soden）走訪多個教堂，終於發現共濟會「雍仁會館」的7扇彩畫玻璃窗，形狀大小與伯大尼小教堂相同，查訪下原來1985年有一位建築師在伯大尼附近的置富花園發現一批彩畫玻璃窗，將之存放在政府倉庫，其後該建築師為「雍仁會館」50週年成立慶典裝修，由於飯廳需要彩畫玻璃，遂向香港政府申請使用，從政府倉庫取來7扇玻璃窗，仍然有兩扇玻璃窗存放放於政府倉庫內，經過參考三幅伯大尼於1950年代的照片，最後證實「雍仁會館」及政府倉庫的玻璃窗均來自伯大尼，最終物歸原主。

### 復修
伯大尼修院佔地18,000平方米，其中3,400平方米用作教學用途，其餘大部份設施會開放給公眾參觀及租用，包括惠康劇院、小教堂及包玉剛禮堂等。由地下酒窖改建而成的「法國巴黎銀行伯大尼博物館」，亦於2007年6月開放，接受團體申請參觀。

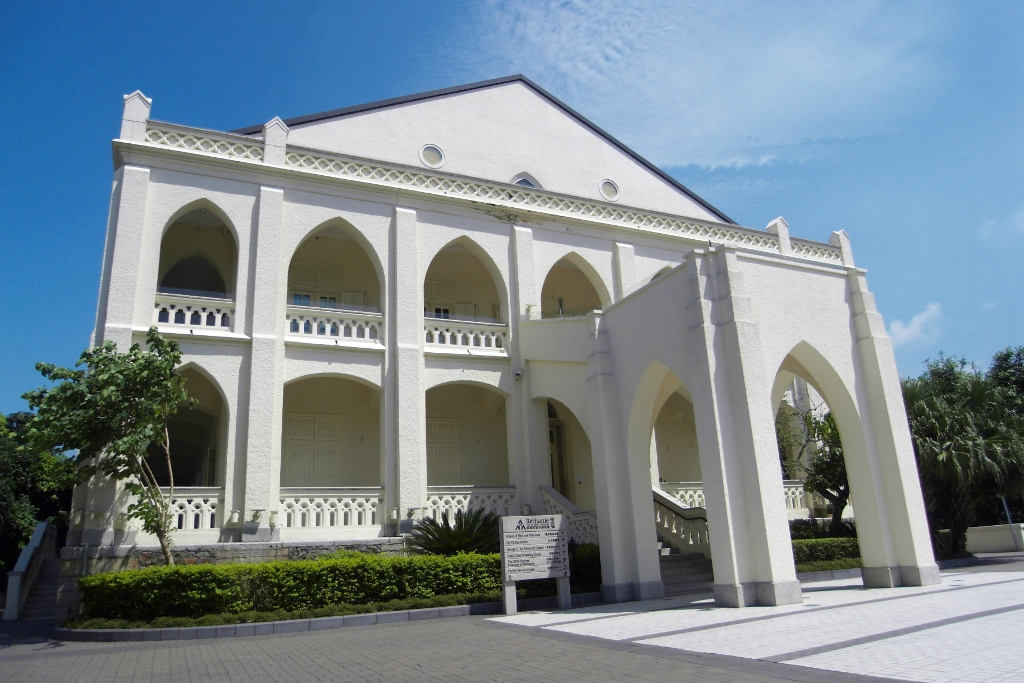
教堂外觀
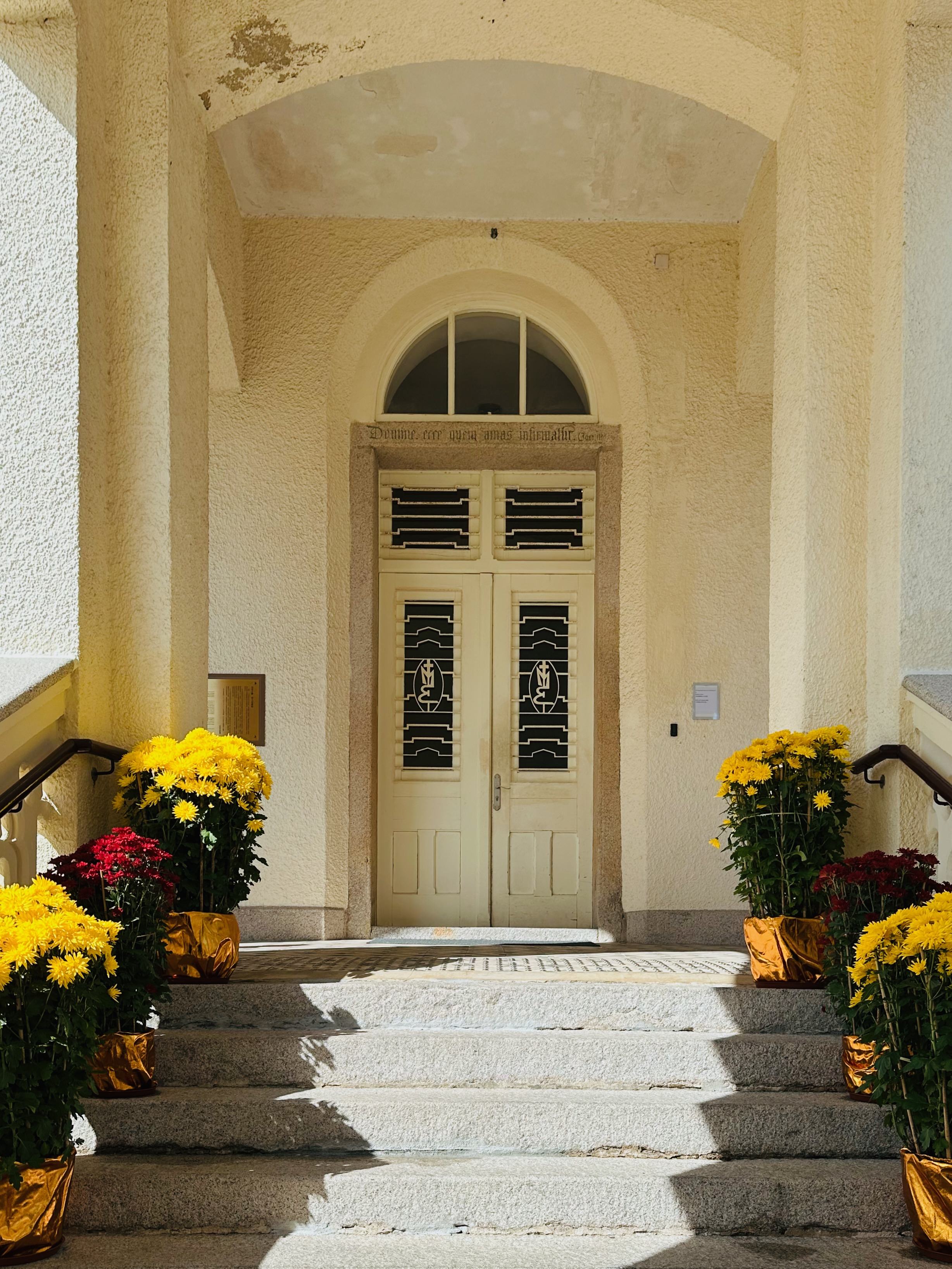
正門
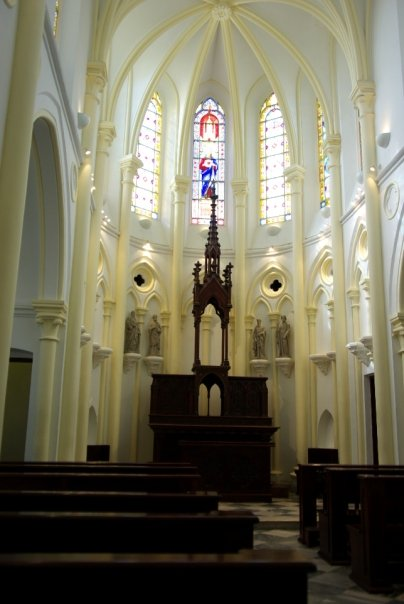
教堂祭壇
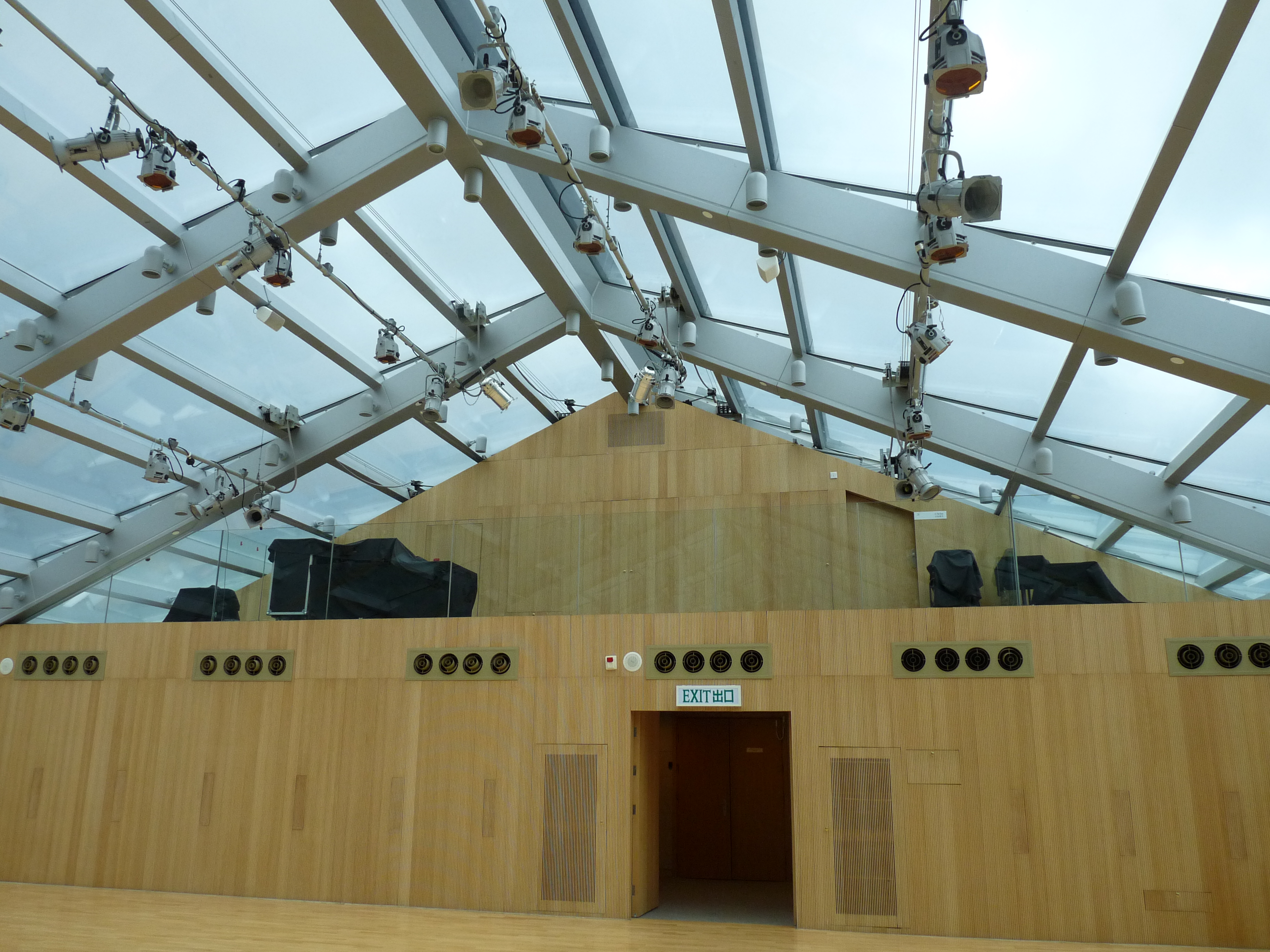
回復金字型屋頂改用玻璃建造
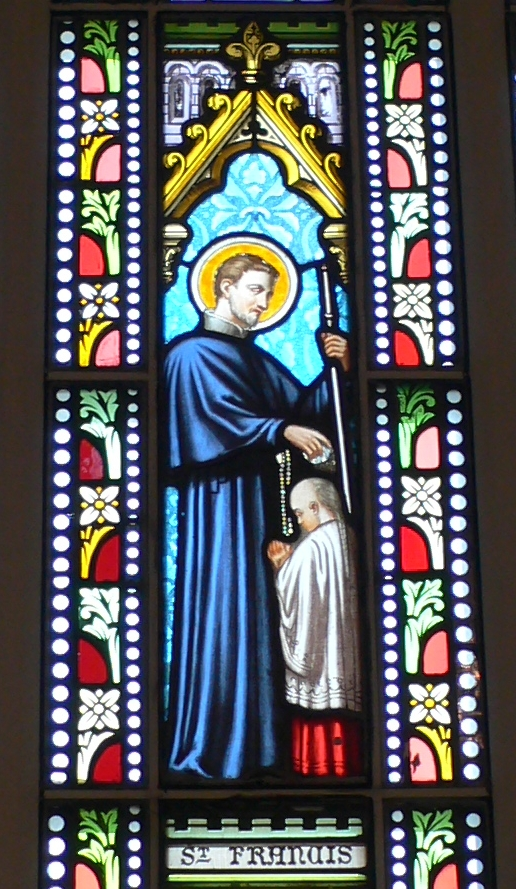
散失後尋回的彩繪玻璃
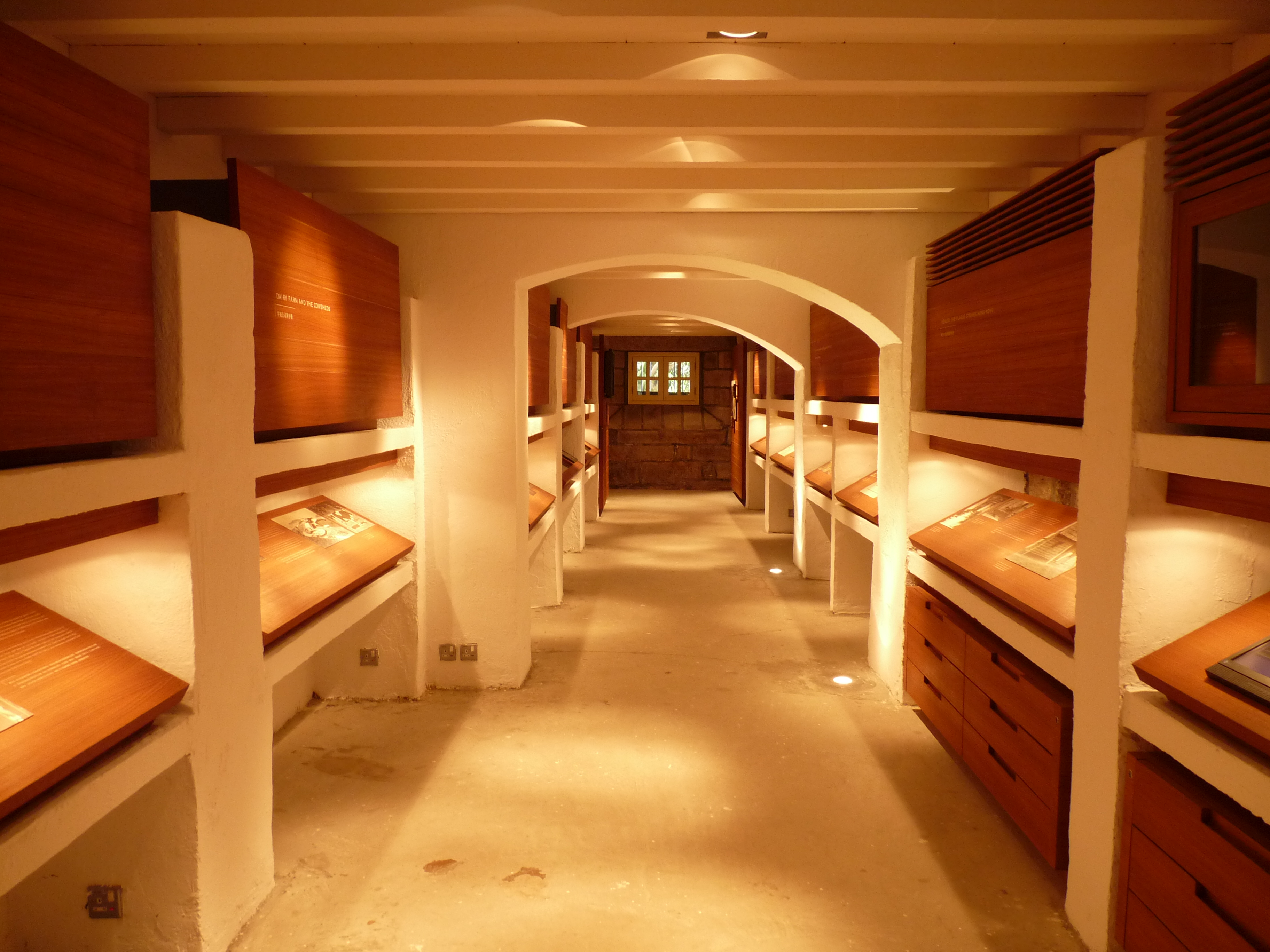
由酒窖改建而成的博物館
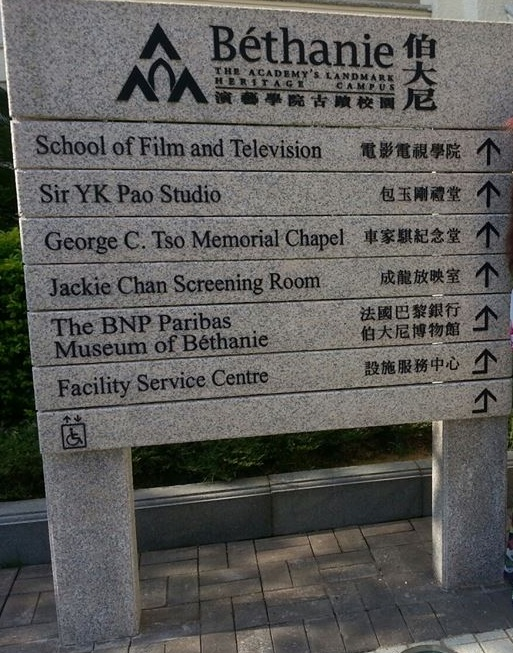
現行之用途

2013年11月22日，古物事務監督根據《古物及古蹟條例》將伯大尼修院列為法定古蹟。

### 引用
1. 1 2  陳卓倫，(2007年)，〈Heritage The Last Horizon：最後的地平線〉，《am730》2007年11月14日號，P.28 特寫。
2. ↑  曾雪雯. . 香港01. 2019年2月21日  [2019年2月21日]. （原始内容存档于2019年2月21日）.
3. ↑  法定古蹟「新貴」：和平紀念碑 伯大尼修院 （页面存档备份，存于） 《東方日報》 2012年12月18日
4. ↑  新法定古蹟 （页面存档备份，存于） 《東方日報》 2013年11月23日

## 外部連結
- 演藝學院：伯大尼修院（PDF格式）